# Kikkan Randall
Kikkan Lewis Randall (Salt Lake City, 31 de diciembre de 1982) es una deportista estadounidense que compite en esquí de fondo. 
Participó en cinco Juegos Olímpicos de Invierno, entre los años 2002 y 2018, obteniendo una medalla de oro en Pyeongchang 2018, en la prueba de velocidad por equipo (junto con Jessica Diggins), el sexto lugar en Vancouver 2010 y el octavo en Sochi 2014, en la misma prueba.
Ganó tres medallas en el Campeonato Mundial de Esquí Nórdico entre los años 2009 y 2017.

## Palmarés internacional
| Juegos Olímpicos   | Juegos Olímpicos            | Juegos Olímpicos  | Juegos Olímpicos     |
| Año                | Lugar                       | Medalla           | Prueba               |
| ------------------ | --------------------------- | ----------------- | -------------------- |
| 2018               | Pyeongchang (Corea del Sur) | Medalla de oro    | Velocidad por equipo |
| Campeonato Mundial |                             |                   |                      |
| Año                | Lugar                       | Medalla           | Prueba               |
| 2009               | Liberec (República Checa)   | Medalla de plata  | Velocidad individual |
| 2013               | Val di Fiemme (Italia)      | Medalla de oro    | Velocidad por equipo |
| 2017               | Lahti (Finlandia)           | Medalla de bronce | Velocidad            |